# Jan Voborník
Jan Voborník (10. dubna 1854 Pohoří – 8. března 1946 Praha) byl český pedagog, spisovatel, dramatik, překladatel, literární kritik a historik.

## Život
Narodil se v rodině sedláka Jana Voborníka a Kateřiny Vrzákové. Měl tři sourozence: Annu (*1856), Marii (*1860) a Václava (1864–1926), středoškolského profesora, dramatika a esejistu.
21. července 1891 se v Domažlicích oženil s Anežkou Bautzovou (*1872). Měli dva syny – doktory práv: Jana (*1891) a Václava (*1893).
Po vychození německé farní školy v Opočně a trojtřídky v Dobrušce studoval na katolickém gymnáziu Borromeum v Hradci Králové, kde maturoval v roce 1875. Již tehdy projevoval zájem o divadlo, hrál s ochotníky, psal poezii i drobnou prózu.
Na Filozofické fakultě Karlo-Ferdinandovy univerzity v Praze studoval obecnou filologii, češtinu a filozofii (1875–1879). Po složení učitelských zkoušek působil jako středoškolský učitel s aprobací češtiny, latiny a řečtiny v Rychnově nad Kněžnou (1880–1886), Domažlicích (1886–1891), Jičíně (1891–1895), Litomyšli (1895–1909) a na Malostranském gymnáziu v Praze (1909–1923).
Jako učitel si pro své neformální vystupování a lidský přístup získal přízeň studentů. Patřila k nim řada budoucích vědců, spisovatelů a kulturních pracovníků, např. lingvista Josef Páta, egyptolog František Lexa, cestovatel E. S. Vráz, ilustrátor Adolf Kašpar, loutkoherec Jindřich Veselý, spisovatelé J. Š. Baar, Adolf Wenig, Vladislav Vančura nebo Jiří Haussmann.
Ve svých působištích inicioval a organizoval činnost divadelních ochotníků. Byl znám jako literární historik a kritik, autor historických dramat, která se většinou hrála na ochotnických scénách, často za účasti autora jako herce a režiséra. Účastnil se dění ve studentských kroužcích, v Literárním odboru Umělecké besedy, autorsky spolupracoval s periodiky Česká včela a Národní listy. Používal pseudonymy: Jan z Pohoře, Jean Pasquin.
Byl členem středoškolské zkušební komise a dopisujícím členem III. třídy České akademie. Roku 1929 se stal čestným občanem Litomyšle, 21. dubna 1939 byl na Karlově univerzitě jmenován čestným doktorem filozofie.
Od roku 1909 bydlel s rodinou v Praze XVI. na Smíchově, nejdříve v domě čp. 1084/XVI a od roku 1911 až do smrti v domě čp. 1205/XVI. ve Švédské ulici 32.
Potomci
Jeho potomci do dnes žijí v jeho rodném kraji tudíž u Rychnova nad Kněžnou na tak zvaných "Vrchách"

## Dílo

### Spisy
- Jaroslav Vrchlický a jeho Legenda o sv. Prokopu: (ukázka ze spisu "Pohledy do novočeského básnictva: pokus o příspěvek ke skutečným dějinám českého básnictva") – Domažlice: vlastním nákladem, 1890
- O působení dějepisných prací Františka Palackého na novější beletrii českou – Praha: v. n., 1890–
- O poesii Julia Zeyera: kritická studie – Litomyšl: v. n., 1897
- Padesát let literatury české: 1848–1898 – Jubilejní památník. Bursík a Kohout, 1898
- Památník na oslavu padesátiletého panovnického jubilea Jeho Veličenstva císaře a krále Františka Josefa I.: vědecký a umělecký rozvoj v národě českém 1848–1898. Padesát let české literatury – Praha: Česká akademie [císaře Františka Josefa pro vědy, slovesnost a umění], 1898
- Alois Jirásek: jeho umělecká činnost, význam a hodnota díla – Praha: J. Otto, 1901
- Na smrt básníka: za Juliem Zeyerem: improvisace – Litomyšl: V. Augusta, 1901
- O postupu vývoje lidství: lidová přednáška – Litomyšl: v. n., 1905
- Svatopluk Čech: jeho život a dílo – Praha: s. n., 1906
- Karel Hynek Mácha – Praha: J. Otto, 1906
- Julius Zeyer – Praha: Česká grafická akciová společnost [Unie], 1907
- O romantismu Svatopluka Čecha a jeho ironii: přednáška – Litomyšl: v. n., 1908
- Julius Zeyer – Praha: Unie, 1908
- Jeronym Pražský a Boethius – Praha: s. n., 1912
- Josef Holeček – Praha: Topič, 1913
- V. B. Nebeského Protichůdci s výkladem – Topič, 1913
- MUDr. Jan Dvořák, sociální hygienik a lidumil – Praha: v. n., 1916
- O Boženě Němcové: přednáška Spolku paní a dívek v Litomyšli v stoletou památku narozenin Němcové (5.2.1820–21.1.1862) – Praha: J. Otto, 1920
- Okřídlená slova – Sbírka hesel. Karlín: Vesmír, 1920
- Fr. V. Jeřábek: obraz životopisně-literární – Choceň: Loutkář, 1923
- Velký lyrik – přednáška. Chotěboř, Okresní sbor osvětový, 1923
- Metodika básnických výkladů: doplňkem k Maturitnímu sborníku – Praha: Kvasnička a Hampl, 1926
- Mučedník touhy: přednáška o Juliu Zeyerovi pro pietní večer ve Vodňanech dne 30. ledna 1926 – Vodňany: Okrašlovací spolek, 1926
- Dívčí hrad: pověst ze Slovenska – Smíchov: V. Neubert, 1928
- Legenda osamělé duše: ze zápisků starého profesora – Smíchov: V. Neubert, 1928
- Ohněm k nebi: povídka: Pravdivá událost z naší doby – Smíchov: V. Neubert, 1928
- Princ a sedm mudrců: pohádka – Smíchov: V. Neubert, 1928
- Tajemství hradu Bajreka: pověst – Smíchov: V. Neubert, 1928
- Černuška – pravda i báj ze života včel pro malé i velké; ilustrace Karel T. Neumann. Praha: Ústřední nakladatelství a knihkupectví učitelstva československého, 1928
- Příhody malého cvrčka: obrazy ze života drobného tvorstva – ilustroval K. T. Neumann. Praha: Ústřední nakladatelství a knihkupectví učitelstva československého, 1930
- Pouť do Eleusiny: mystický román ze starého Řecka s bájemi a pohádkami – s obrázkem od Ad. Kašpara a s mapkou. Praha: Státní nakladatelství, 1932
- Božena Viková-Kunětická – Praha: Česká akademie věd a umění, 1934
- Stručné dějiny tělocvičné jednoty Sokol v Novém Městě nad Metují – Praha: J. Otto,
- Floristický výzkum údolí Oslavy a Vícenického žlebu [rukopis] – 2005

### Drama
- Lví nevěsta: tragédie o pěti jednáních – Domažlice: Karel Prunar, 1887
- Jan Hus: historická tragédie v pěti jednáních – Praha: F. Šimáček, 1905
- Soumrak věku – tragédie o třech jednáních. Praha: J. Otto, 1909
- Jeronym Pražský: historická tragédie v pěti jednáních – Praha: Fr. Borový, 1916
- Smrt Krále Václava: historická tragédie v pěti jednáních – Praha: s. n., 1921
- Husitská trilogie – Choceň: Loutkář, 1922
- Černá rota krále Matěje: historická hra o třech dějstvích – Choceň: Loutkář, 1922
- Tři péra ptáka Fénixa: žertovná pohádka o čtyřech dějstvích – Praha: Jindřich Veselý, 1922
- Zasvěcenec – tragédie i čtyřech dějstvích. Choceň: Loutkář, 1922

### Jiné
- Píseň života: životopisný cyklus osobní lyriky a epiky – Jaroslav Vrchlický; další původce. Praha J. Otto, 1913
- Sebrané spisy – Vítězslav Hálek – připravil k vydání, opatřil úvodem a poznámkami. Praha: B. Kočí, 1906–1907
- Zeyer mládeži: ze spisů Julia Zeyera – k četbě soukromé i školní vybral a uspořádal Fr. S. Procházka; se životopisem Julia Zeyera od Jana Voborníka. Praha: Unie, 1909
- Jaroslava Vrchlického Zpěvy husitské: 1415–1915: na památku mučednické smrti nejslavnějšího Čecha mistra Jana Husa – z básní nejslavnějšího pěvce českého vybral a sestavil. Praha: J. Otto, 1915
- Olgerd Gejštor – Julius Zeyer; napsal úvod. Praha: F. Topič, 1916
- Mythy. II.: básně (1874–1879) – Jaroslav Vrchlický; komentář Bedřich Frida; připravil. Praha: J. Otto, 1918
- Dvě kroniky o Štilfrídovi a Bruncvíkovi – uspořádal k tisku; vyzdobil Fr. Kobliha. Praha: Alois Brož: František Beneš, 1918
- Pozůstalá dramata – A. V. Šmilovský; životopisný nástin s podobiznou. Praha: Borský a Šulc, 1924
- Dopisy Julia Zeyera Karle Heinrichové – vypravil. Praha: Česká grafická Unie, 1924
- Jenerál: črta ze života českého sedláka – Josef Červený. Nové Město nad Metují: Jan Voborník, 1925
- Z "Našich" – Josef Holeček; vybral a napsal úvod. Praha: F. Topič, 1925
- Maturitní sborník textů veršem i prosou: (1924–1927) – sestavil. Praha: Kvasnička a Hampl, 1925
- Kterak sláva omrzí: veselohra ve třech jednáních – Fr. V. Jeřábek; vydáno péčí České akademie věd a umění; redakcí J. Voborníka. Sobotka: Družstvo Jeřábkovo, 1928
- Závist: drama o pěti jednáních – Fr. V. Jeřábek; vydáno péčí České akademie věd a umění; redakcí J. Voborníka. Sobotka: Družstvo Jeřábkovo, 1928
- Krejčí dělá píchy, píchy, každý musí puknout smíchy: sborník humoru, vtipů i zkušeností ze života krejčovského – s příspěvky Fr. Páty, J. Veselého, J. Voborníka, Č. Zíbrta, V. Kříže aj.; s původními obrázky Boetingra. Praha: Krejčovská revue, 1928
- Jaroslava Vrchlického Píseň života: životopisný cyklus osobní lyriky a epiky – uspořádal a vyložil, Praha: J. Otto, 1928?
- Alte Mären – Jaroslav Vrchlický; aus dem Čechischen übersetzt von Josef Weinberger; mit Anmerkungen von Jan Voborník. Dresden: Sonne, 1933
- Julius Zeyer, Listy třem přátelům: paní Zdeňce Hlávkové, Otakaru Červenému a Janu Voborníkovi. Vydal, Praha: Fr. Borový 1938
- Okna v bouři: básně Jaroslava Vrchlického (1892–1893) – Jaroslav Vrchlický; k vydání připravil František Páta; uspořádal. Praha: Fr. Růžička, 1939
- Strom života: Básně Jaroslava Vrchlického (1907–1908) – Jaroslav Vrchlický; napsal úvod a poznámky; k vydání připravil Dr. Frant. Páta. Praha: Fr. Růžička, 1941

### Překlady
- Karel Hynek Mácha a byronism český – Maryan Zdziechowski. Jiřín: v. n., 1895
- M. Tullia Cicerona Troje knihy o řečníku – Marcus Tullius Cicero. Česká Adademie, 1915
- Sávitrí: vítězství velké lásky: indická pohádka z Mahábháraty – upravil, úvodem a poznámkami opatřil J. Roubal; vyzdobila B. Reifová. Praha: Petr Tvrdý, 1922
- Nové Město nad Metují a jeho kraj: samostatná příloha městečka Nového Hrádku, městyse Krčína a 57 obcí politického okresu novoměstského: Dobruška: redigoval Jaro Moravec za spolupráce Jana Voborníka a Jaroslava Tláskala; překlady německého textu kronik obstarali Jan Voborník, Ant. Kolářová a Jar. Frinta. Praha: Horký, 1940